# Горбатков, Дмитрий Иванович
Дмитрий Иванович Горбатков (род. 21 сентября 1981) — казахстанский волейболист, игрок сборной Казахстана и ВК «Алматы», мастер спорта международного класса Республики Казахстан.

## Биография
Дмитрий Горбатков начал заниматься волейболом в Республиканском колледже спорта, за команду которого — РКС — и начал выступать во время обучения.
Позже стал игроком ЦСКА, в котором играл до расформирования команды в январе 2002 года.
Три сезона провел в уральском «Конденсате».
В 2004 году вернулся в Алма-Ату, где выступал в «Рахате», а после его расформирования в 2008 году — в «Алматы».
Чемпион Казахстана — 1999, 2000 (в составе ЦСКА), 2004, 2005, 2006, 2007 (в составе «Рахата»), 2008, 2009, 2010, 2011, 2012 (в составе «Алматы»).
Игрок национальной сборной с 1997 года, её капитан. Трёхкратный чемпион Центрально-Азиатских игр (1997, 1999, 2003).